# Atletism la Jocurile Olimpice de vară din 2024 - 3.000 m obstacole (masculin)
Proba de atletism 3.000 m obstacole masculin de la Jocurile Olimpice de vară din 2024 a avut loc în perioada 5 - 7 august 2024 pe Stade de France.

## Recorduri
Înaintea acestei competiții, recordurile mondiale și olimpice erau următoarele:
| Record  | Atlet                   | Timp    | Loc                      | Data           |
| ------- | ----------------------- | ------- | ------------------------ | -------------- |
| Mondial | Lamecha Girma (ETH)     | 7:52,11 | Paris, Franța            | 3 iunie 2023   |
| Olimpic | Conseslus Kipruto (KEN) | 8:03,28 | Rio de Janeiro, Brazilia | 17 august 2016 |

## Program
Orele sunt ora Franței (UTC+1) 
| Data                    | Oră   | Etapă      |
| ----------------------- | ----- | ---------- |
| Luni, 5 august 2024     | 19:04 | Primul tur |
| Miercuri, 7 august 2024 | 21:43 | Finala     |

## Rezultate

### Primul tur
S-au calificat în finală primii cinci atleți din fiecare serie (C).

#### Seria 1
| Loc | Atlet               | Țară                       | Timp    | Note  |
| --- | ------------------- | -------------------------- | ------- | ----- |
| 1   | Soufiane El Bakkali | Maroc                      | 8:17,90 | C     |
| 2   | Leonard Chemutai    | Uganda                     | 8:18,19 | C, SB |
| 3   | Getnet Wale         | Etiopia                    | 8:18,25 | C     |
| 4   | Daniel Arce         | Spania                     | 8:18,31 | C     |
| 5   | Ahmed Jaziri        | Tunisia                    | 8:18,33 | C, SB |
| 6   | Amos Serem          | Kenya                      | 8:18,41 | c     |
| 7   | Karl Bebendorf      | Germania                   | 8:20,46 |       |
| 8   | Nicolas-Marie Daru  | Franța                     | 8:20,52 |       |
| 9   | Ruben Querinjean    | Luxemburg                  | 8:27,97 |       |
| 10  | James Corrigan      | Statele Unite ale Americii | 8:36,67 |       |
| 11  | Yassin Bouih        | Italia                     | 8:40,34 |       |
| 12  | Bilal Tabti         | Algeria                    | 9:04,81 |       |

#### Seria 2
| Loc | Atlet             | Țară                       | Timp    | Note  |
| --- | ----------------- | -------------------------- | ------- | ----- |
| 1   | Mohamed Tindouft  | Maroc                      | 8:10,62 | C, PB |
| 2   | Samuel Firewu     | Etiopia                    | 8:11,61 | C     |
| 3   | Abraham Kibiwot   | Kenya                      | 8:12,02 | C     |
| 4   | Ryuji Mira        | Japonia                    | 8:12,41 | C     |
| 5   | Avinash Sable     | India                      | 8:15,43 | C     |
| 6   | Matthew Wilkinson | Statele Unite ale Americii | 8:16,82 |       |
| 7   | Nahuel Carabaña   | Andorra                    | 8:19,44 |       |
| 8   | Osama Zoghlami    | Italia                     | 8:20,52 |       |
| 9   | Alexis Miellet    | Franța                     | 8:22,08 |       |
| 10  | Velten Schneider  | Germania                   | 8:25,75 |       |
| 11  | Matthew Clarke    | Australia                  | 8:49,85 |       |
|     | Tomáš Habarta     | Cehia                      | NT      |       |

#### Seria 3
| Loc | Atlet                 | Țară                       | Timp    | Note |
| --- | --------------------- | -------------------------- | ------- | ---- |
| 1   | Lamecha Girma         | Etiopia                    | 8:23,89 | C    |
| 2   | Kenneth Rooks         | Statele Unite ale Americii | 8:24,95 | C    |
| 3   | Simon Kiprop Koech    | Kenya                      | 8:24,95 | C    |
| 4   | Mohamed Amin Jhinaoui | Tunisia                    | 8:25,24 | C    |
| 5   | Jean-Simon Desgagnes  | Canada                     | 8:25,28 | C    |
| 6   | Frederik Ruppert      | Germania                   | 8:25,31 |      |
| 7   | Geordie Beamish       | Noua Zeelandă              | 8:25,86 |      |
| 8   | Ryoma Aoki            | Japonia                    | 8:29,03 |      |
| 9   | Louis Gilavert        | Franța                     | 8:29,16 |      |
| 10  | Ben Buckingham        | Australia                  | 8:32,12 |      |
| 11  | Topi Raitanen         | Finlanda                   | 8:33,12 |      |
| 12  | Faid El Mostafa       | Maroc                      | 8:39,48 |      |

### Finala
| Loc | Atlet                 | Țară                       | Timp    | Note |
| --- | --------------------- | -------------------------- | ------- | ---- |
| 1   | Soufiane El Bakkali   | Maroc                      | 8:06,05 | SB   |
| 2   | Kenneth Rooks         | Statele Unite ale Americii | 8:06,41 | PB   |
| 3   | Abraham Kibiwot       | Kenya                      | 8:06,47 | SB   |
| 4   | Mohamed Amin Jhinaoui | Tunisia                    | 8:07,73 | RN   |
| 5   | Ahmed Jaziri          | Tunisia                    | 8:08,02 | PB   |
| 6   | Samuel Firewu         | Etiopia                    | 8:08,87 |      |
| 7   | Simon Kiprop Koech    | Kenya                      | 8:09,87 | SB   |
| 8   | Ryuji Mira            | Japonia                    | 8:11,72 |      |
| 9   | Getnet Wale           | Etiopia                    | 8:12,33 |      |
| 10  | Daniel Arce           | Spania                     | 8:13,80 |      |
| 11  | Avinash Sable         | India                      | 8:14,18 |      |
| 12  | Mohamed Tindouft      | Maroc                      | 8:14,82 |      |
| 13  | Jean-Simon Desgagnés  | Canada                     | 8:19,31 |      |
| 14  | Amos Serem            | Kenya                      | 8:19,74 |      |
| 15  | Leonard Chemutai      | Uganda                     | 8:20,03 |      |
|     | Lamecha Girma         | Etiopia                    | NT      |      |